# Stadio Omobono Tenni
Lo stadio Omobono Tenni è uno stadio calcistico della città italiana di Treviso, che ospita gli incontri interni del Treviso, principale club cittadino.

## Storia
Lo stadio fu inaugurato l'8 ottobre 1933 con la denominazione Stadio del Littorio: le prime due gare disputate furono due amichevoli, entrambe disputate il 19 ottobre, che opposero il Treviso all'Udinese e alla Nazionale italiana. 
Tra gli anni quaranta e gli anni cinquanta lo stadio poteva contenere circa 12 000 spettatori. 
Il 17 aprile 1960 l'impianto ospitò un incontro della nazionale di rugby a 15 dell'Italia, contro la Francia e terminato con la sconfitta degli Azzurri con il punteggio di 0 a 26. Il match fu il primo disputato dalla nazionale di rugby a Treviso, e rimane l'unico al Tenni in quanto, dall'incontro successivo del 1975, l'Italia in città gioca allo Stadio di Monigo.
Rimasto privo di denominazione ufficiale a seguito della caduta del fascismo, il 5 ottobre 1963 l'impianto venne dedicato al motociclista lombardo (trevigiano d'adozione) Omobono Tenni.
Nel 1997 l'impianto fu oggetto di un intervento di ristrutturazione, che stabilizzò capienza a 9.435 posti. Per consentire la messa in opera dei lavori, il Treviso (che a quel tempo disputava il campionato di Serie B) trasferì momentaneamente il proprio terreno interno allo stadio del rugby di Monigo. Concluso l'intervento, nel febbraio 1998 il Tenni fu re-inaugurato in occasione della gara di campionato contro il Perugia, vinta dai trevigiani 2-1.
Ulteriori lavori di adeguamento e messa a norma temporanei delle infrastrutture, attuati nel 2005 in previsione dell'esordio del Treviso in Serie A, consentirono di elevare la capienza a 10 001 posti grazie alla costruzione di una tribuna provvisoria in tubolari d'acciaio, poi rimossa.
Nonostante i lavori di cui sopra, l'esordio nella massima serie della compagine trevigiana non poté però svolgersi al Tenni, in quanto l'impianto rimaneva inferiore agli standard minimi della Serie A, che prescrivevano la necessità di disporre di uno stadio con almeno 20 000 posti totali. I bianco-azzurri dovettero pertanto spostarsi allo Stadio Euganeo di Padova, suscitando forti pressioni politiche da parte della Lega Nord (partito maggioritario nel consiglio comunale), che riuscì infine ad ottenere l'approvazione di alcune modifiche al cosiddetto Decreto Pisanu in materia di sicurezza negli stadi prima che esso venisse convertito in legge dal Parlamento. Venne infatti introdotto un emendamento (che alcune voci definirono come studiato ad espresso beneficio del Treviso) grazie al quale il numero minimo di posti per uno stadio di Serie A venne ridotto da 20 000 a 10 000, limitatamente ai seguenti casi:
- per impianti costruiti in comuni aventi una popolazione inferiore ai 100 mila abitanti (Treviso ne contava circa 84 000);
- per una competizione riguardante una squadra calcistica avente sede o radicamento territoriale nel medesimo comune, promossa al campionato di Serie A per la prima volta negli ultimi venti anni.

In virtù di ciò, a decorrere dall'ottava giornata di campionato, in data 23 ottobre 2005 il Treviso poté ricominciare a disputare le gare interne al Tenni disputandovi una partita contro l'Empoli (persa per 1-2).
Nell'estate del 2006 la vetusta tribuna A dello stadio (mai precedentemente ristrutturata) venne abbattuta e sostituita da una nuova struttura capace di circa 700 posti, inaugurata il 16 ottobre per la partita Treviso-Juventus (0-1). In virtù di ciò la capienza si stabilizzò a 9 996 posti, che nel 2010 vennero ulteriormente ridotti a 7 500.
Dall'inizio della stagione di Serie B 2008-2009 e fino al 29 novembre 2008 anche il Cittadella ha transitoriamente usufruito dell'impianto per disputarvi le gare interne, al fine di consentire l'opera d'adeguamento del proprio impianto.
Nel gennaio 2018 il comune di Treviso si è detto pronto ad accogliere il progetto dell'Eurotennis (club tennistico cittadino) per organizzare al Tenni, nel periodo estivo (in concomitanza con la pausa dei campionati calcistici), tornei di tennis su erba: le misure dello stadio sarebbero infatti idonee per ricavare quattro campi da gioco regolamentari. Contestualmente la gestione dell'impianto è stata comunque confermata in carico al Treviso fino al 2023.

## Dati strutturali
Lo stadio è posizionato nelle vicinanze del centro cittadino. Non disponendo di una pista di atletica leggera o altre strutture analoghe, le tribune sono posizionate a poca distanza dal terreno di gioco e offrono una buona visibilità al pubblico. 
L'ubicazione in una zona altamente urbanizzata, caratterizzata da alti condomini e strade strette, presenta bensì limiti e problematiche, in quanto impedisce un significativo ampliamento dell'infrastruttura e rende difficoltosi i movimenti delle Forze dell'Ordine, specie in occasione di scontri o partite a rischio.
Tali inconvenienti, sul finire del XX secolo, hanno fatto sorgere istanze volte a sollecitare la costruzione di un nuovo impianto, segnatamente nella cittadina di Mogliano Veneto, ipotizzandone un usufrutto congiunto per Treviso e Venezia (anche se tale ipotesi è di difficile attuazione per via della rivalità intercorrente tra i sostenitori delle squadre in questione). Vari progetti presentati nel corso del tempo (specialmente all'epoca della prima promozione in Serie B del Treviso) sono stati rapidamente scartati dall'amministrazione comunale leghista la quale ritenne che lo stadio esistente fosse adatto ai bisogni del club e della piazza trevigiana e che un eventuale spostamento fosse ingiustificato. 
A seguito dell'inasprimento delle norme antiviolenza decretate dal ministro Amato a seguito dei disordini avvenuti a Catania il 2 febbraio 2007, l'inadeguatezza dell'impianto è tornata d'attualità, sebbene esso dall'agosto 2007 sia dotato di tornelli per la lettura di biglietti elettronici, telecamere di videosorveglianza e steward durante le partite, ottemperando pertanto alle leggi in vigore.